# Saxifraga rifaea
Saxifraga rifaea är en stenbräckeväxtart som beskrevs av A.M. Romo. Saxifraga rifaea ingår i Bräckesläktet som ingår i familjen stenbräckeväxter. Inga underarter finns listade i Catalogue of Life.